# Achytonix epipaschia
Achytonix epipaschia là một loài bướm đêm trong họ Noctuidae.